# Prosopocera paykullii
Prosopocera paykullii är en skalbaggsart som först beskrevs av Olof Immanuel von Fåhraeus 1872.  Prosopocera paykullii ingår i släktet Prosopocera och familjen långhorningar.
Artens utbredningsområde är:
- Botswana.
- Zimbabwe.

Inga underarter finns listade i Catalogue of Life.